# Por unas pocas canicas más
Por unas pocas canicas más (Voor een paar knikkers meer) es un cortometraje del director holandés Jelmar Hufen. La película tiene una duración de 11 minutos y fue estrenada el 27 de septiembre de 2006. 

## Argumento
Cuatro niños son echados de un parque por un par de borrachos. Cuando ven que sus padres no les van a ayudar, deciden recurrir al chico más temido del barrio en busca de su ayuda.

## Premios
- 'Silver Remi - Mejor cortometraje para niños’ - WorldFest Houston Int’l Film Festival, Estados Unidos
- '2.º lugar - Mejor cortometraje para niños’ - Interfilm Short film Festival Berlin, Alemania
- 'Mejor director' - Young Cuts Film Festival, Canadá
- 'DokuKids Award' – Dokufest International documentary and short film festival, Kosovo
- 'Ritsapoika Award' - International Childrens Film Festival Leffis, Finlandia
- 'Mejor fotografía' – Arrivano I Corti Festival del cortometraggio, Italia
- 'Mejor cortometraje' – International Short Film Festival Open Screen, Países Bajos
- 'Premio del Jurad – Mejor Dirección' – Almost Famous Film Festival, Estados Unidos
- 'Premio del Jurado – Mejor Guion' – Almost Famous Film Festival, Estados Unidos
- 'International Filmmaker Award' - New Strand Film Festival, Estados Unidos
- 2.º lugar ‘mejor corto - drama' – the End of the Pier International Film Festival, Reino Unido
- 2.º lugar ‘mejor cortometraje europeo' – the End of the Pier International Film Festival, Reino Unido
- 'Mención especial' - Schlingel International Film Festival for Children and Young Audience, Alemania